# Lilla Svedjeholmens naturreservat
Lilla Svedjeholmens naturreservat är ett naturreservat i Värmdö kommun i Stockholms län.
Området är naturskyddat sedan 1969 och är 8 hektar stort. Reservatet omfattar ön Lilla Svedjeholmen och några omgivande öar och skär. Reservatet består av blandskog med al, ask, björk tall och gran samt hällmarkstallskog.